# Laneast
Laneast (en cornique Lanneyst) est un village et une paroisse civile de Cornouailles, en Angleterre, au Royaume-Uni. Il se trouve au-dessus de la vallée de la rivière Inny, à environ onze kilomètres à l'ouest de Launceston. La population lors du recensement de 2001 était de 164 habitants et avait augmenté à 209 habitants lors du recensement de 2011.

## Les résidents célèbres
Laneast est le lieu de naissance de John Couch Adams, mathématicien et astronome qui tenta de découvrir Neptune par le calcul.